# 在日カンボジア人
在日カンボジア人（ざいにちカンボジアじん）は、日本に一定期間在住するカンボジア国籍の人々である。

## 統計
日本の法務省の在留外国人統計によると、2023年12月末現在で在日カンボジア人は23,750人である。
在留資格別（5位まで）
| 順位 | 在留資格       | 人数  |
| ---- | -------------- | ----- |
| 1    | 技能実習１号ロ | 6,751 |
| 2    | 特定技能１号   | 2,666 |
| 3    | 技能実習３号ロ | 2,340 |
| 4    | 技能実習２号ロ | 2,331 |
| 5    | 永住者         | 1,719 |

都道府県別（5位まで）
| 順位 | 都道府県 | 人数  |
| ---- | -------- | ----- |
| 1    | 神奈川   | 2,515 |
| 2    | 愛知     | 1,573 |
| 3    | 茨城     | 1,176 |
| 4    | 熊本     | 1,112 |
| 5    | 千葉     | 931   |